# Рипеллино, Анджело Мария
А́нджело Мари́я Рипелли́но (итал. Angelo Maria Ripellino; 4 декабря 1923, Палермо — 21 апреля 1978, Рим) — итальянский литературовед, славист (русист, богемист), переводчик, поэт.

## Биография
Анджело Мария Рипеллино родился 4 декабря 1923 года в Палермо.
Составитель и автор переводов первой на итальянском языке антологии «Русская поэзия двадцатого века» (1954), о которой Борис Пастернак в 1955 году написал ему:
Только что получил Вашу блестящую Антологию, бесценный Ваш подарок. Ваши вдохновенные переводы, которые я проглотил одним духом, дали вторую жизнь стихам благодаря ярким, выразительным и смелым решениям. Я Ваш должник на всю жизнь за Ваше предисловие. Глубина природного вкуса, проявившаяся в Вашем выборе, удивительна! Вы осведомлены в литературных делах нашего полустолетия лучше, чем кто-либо из нас и чем я сам.
В 1957 году Рипеллино познакомился с Пастернаком лично, побывав у него на даче в Переделкине.
Автор книг переводов избранных стихотворений Бориса Пастернака, Велимира Хлебникова, Александра Блока, романа «Петербург» Андрея Белого, сборника «Новые советские поэты», пьес Антона Чехова «Чайка» и «Дядя Ваня».
Автор монографий «Маяковский и русский авангардный театр» и «Грим и душа. Мастера режиссуры в русском театре двадцатого века» (награждена премией «Виареджо» в 1965 году), эссе о Гаврииле Державине и о Пушкине, предисловия к итальянским изданиям Александра Пушкина, Фёдора Достоевского, Сергея Аксакова и многих других публикаций о русской литературе и культуре.
В 1967 году Рипеллино побывал на IV съезде Союза писателей СССР в Москве и опубликовал в популярном итальянском еженедельнике «Эспрессо» статью «Мыши режима» (I topi del regime), в которой назвал «мужественное письмо о цензуре», направленное Александром Солженицыным съезду, «единственным лучом света в густых съездовских потёмках». После этого ему был запрещён въезд в СССР.
Рипеллино был не только русистом, но и богемистом — писал о чешской культуре, переводил чешских поэтов, с некоторыми из них дружил. После ввода советских войск в Прагу в 1968 году и нелицеприятных репортажей Рипеллино об этом в итальянских средствах массовой информации, въезд в Чехословакию ему также был закрыт.
Переводы Рипеллино были не «профессорскими», а настоящими поэтическими. Он и сам был оригинальным поэтом, но долгое время оставался непризнанным. Сам он так писал об этом в послесловии к одной из своих поэтических книг:
Годы и годы я писал и рвал стихи, стыдясь, что пишу их. Моя профессия слависта всегда загоняла меня в определенное измерение… которое мне категорически запрещалось покидать.
Умер 21 апреля 1978 года в Риме.

### Рецензии
- Александров Николай. Книжечки: [Рецензия на книгу: Анджело Мария Рипеллино. Магическая Прага. — М.: Издательство Ольги Морозовой, 2015. — 608 с.]. Эхо Москвы (8 декабря 2014). Дата обращения: 14 апреля 2016.